# Alchemilla galioides
Alchemilla galioides é uma espécie de rosácea do gênero Alchemilla, pertencente à família Rosaceae.